# Membre de Fontenay
Le membre de Fontenay comprenait principalement des vignes à Fontenay que le commandeur du prieuré hospitalier de Saint-Jean de Latran faisait cultiver rapportait, en 1190, 12 deniers et, en 1418, 10 livres et 8 sols.

## Sources
- Eugène Mannier, Les commanderies du grand prieuré de France d'après les documents inédits conservés aux archives nationales à Paris, Paris, 1872 (lire en ligne).